# Мешакі
Мешакі (пол. Mieszaki) — село в Польщі, у гміні Серпць Серпецького повіту Мазовецького воєводства.
Населення — 101 особа (2011).
У 1975-1998 роках село належало до Плоцького воєводства.

## Демографія
Демографічна структура станом на 31 березня 2011 року:
|          | Загалом | Допрацездатний вік | Працездатний вік | Постпрацездатний вік |
| -------- | ------- | ------------------ | ---------------- | -------------------- |
| Чоловіки | 42      | 4                  | 31               | 7                    |
| Жінки    | 59      | 13                 | 34               | 12                   |
| Разом    | 101     | 17                 | 65               | 19                   |